# Тушканова Інеса Володимирівна
Інеса Володимирівна Тушканова (*народилася 17 липня 1987 року в місті Верхньодніпровськ, Дніпропетровська область, УРСР) — українська, а згодом російська автогонщиця і фотомодель.

## Біографія

### Ранні роки
Народилася в Верхньодніпровську. Переїхала до Дніпропетровська в 1997 році, в 1999 році до Києва. Навчалася в ліцеї на гіда-перекладача, займалася спортивним орієнтуванням; школу м. Києва закінчила екстерном. В 2010 році закінчила Міжрегіональну академію управління персоналом (Київ) за фахом «практичний психолог». У дитинстві організувала клуб любителів тварин в Верхньодніпровську, в Києві володіла невеликим розплідником породистих котів і кішок. Пізніше займалася кінним спортом, стала кандидатом у майстри спорту. Від кар'єри кінника відмовилася в 2007 році, коли помер її кінь.

### Кар'єра в авто- і мотоспорт
З 2004 року Інеса займається модельною діяльністю, авто- і мотоперегонами. Займалася аматорськими гонками на мотоциклах і кільцевими гонками в Європі за команду Motorace, з часом стала менше приділяти уваги мотоперегонів. Кар'єру автогонщиці почала 2006 року в аматорських автоперегонах разом зі штурманом Тетяною Чабан на Daewoo Sens. На запрошення Андрія Александрова стала штурманом в групі N чемпіонату України, дебютувала в ралі в Кам'янці-Подільському (дебют визнавала невдалим). У 2007 році переїхала до Москви, де продовжила свою кар'єру вже як штурман, працювала в парі зі Степаном Мазуром. Учасниця 10 ралійних стартів в якості штурмана (з них 9 у рамках чемпіонату та кубку України з ралі), ні разу не завершила дистанцію.
У 2011 році в Кубку Росії Інеса здобула першу перемогу в класі MitJet, в тому ж році заявлена за італійську команду Top Run Motorsport у 24-годинній гонці в португальському Вілья-Фронтейра (автомобіль Toyota Landcruiser 200 T2). У жовтні 2011 року, представляючи Росію, здобула перемогу на ралі Kotlina Mocy. У 2012 році в рейтингу кращих жінок-пілотів ралі посіла 13-е місце, представляючи Росію. Удостоїлася схвальних відгуків від колишнього пілота Формули-1 Кімі Райкконена.
З 2013 року брала участь в різних етапах чемпіонату Європи з ралі в Естонії, Латвії, Литві, Польщі, Ірландії. У 2013 році Інеса дебютувала в Арктичному Ралі Лапландії, виступивши на автомобілі Mitsubishi Lancer Evo IX в складі власної команди Tushkanova Motorsport, але потрапила в аварію, вилетівши на складній ділянці траси, і зійшла з дистанції. Неодноразова учасниця Rally Masters Show.

### Кар'єра в модельному бізнесі
Інеса неодноразово знімалася для журналу Playboy: у вересні 2008 року з'явилася на обкладинці української версії, в листопаді 2011 року з'явилася на обкладинках чеської та литовської версій. Чотири рази отримувала звання Playmate (дівчина місяця) в цьому журналі. У 2012 році отримала титул Playmate of the Year від української версії журналу. Крім авто- і мотогонок, Інеса захоплюється йогою, серфінгом, бігом і велоспортом.

## Перемоги і подіуми
- Переможниця Кубка Росії з кільцевих автогонок у класі MitJet 2011 року[20]
- Бронзовий призер чемпіонату Європи з ралі серед жінок 2015 року (штурман Дмитро Чумак, машина Mitsubishi Lancer Evo IX R4)[21]
- Переможниця 28 спецділянок чемпіонату Європи з ралі серед жінок 2015 року (11 перемог на Ралі Лієпая 2015, 7 перемог на Circuit of Ireland 2015 і 10 перемог на Ралі Естонія 2015)[22]